# Фокіон Негріс

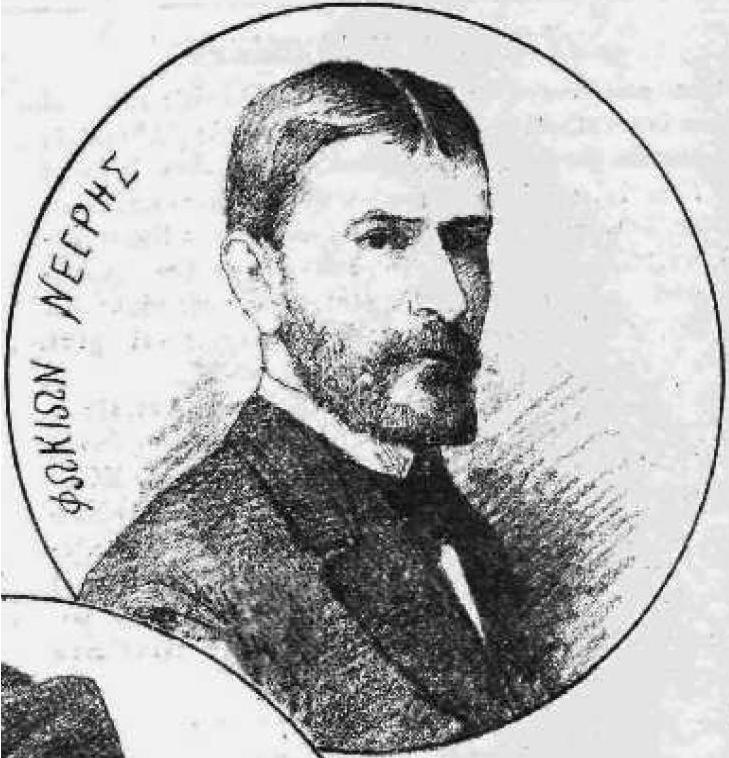
Фокіон Негріс, портрет 1887 року

Фокіон Негріс (грец. Φωκίων Νέγρης, 1846, Константинополь — 1928, Афіни) — грецький геолог, гірничий інженер та політик.

## Біографічні відомості
Фокіон Негріс народився 1846 року в Константинополі, в родині математика Константіноса Негріса. Згодом родина переїхала в Париж, де пройшли ранні та юнацькі роки Фокіона. Закінчив Паризький університет.
1870 року він повернувся до Греції, де був призначений генеральним інспектором Лавріонських рудників. В період 1875 — 1886 років служив директором Лавріонського гірничого комплексу, керував роботами на шахтах в Кімі та Мантуді.
1898 року його обрали членом Грецького парламенту в перший раз від Афін, надалі обирався до 1918 року. Згодом двічі призначався міністром фінансів (1898, 1901), міністром транспорту (1917) і міністром внутрішніх справ (1918). 1918 року він отримав звання почесного доктора наук в Афінському університеті. 1926 року став членом Афінської академії, а 1927 року призначений першим її головою.